# Duras (Frankrijk)
Duras is een gemeente in het Franse departement Lot-et-Garonne (regio Nouvelle-Aquitaine). De plaats maakt deel uit van het arrondissement Marmande. Duras telde op 1 januari 2022 1.206 inwoners.

## Geografie
De oppervlakte van Duras bedroeg op 1 januari 2022 20,17 vierkante kilometer; de bevolkingsdichtheid was toen 59,8 inwoners per km².

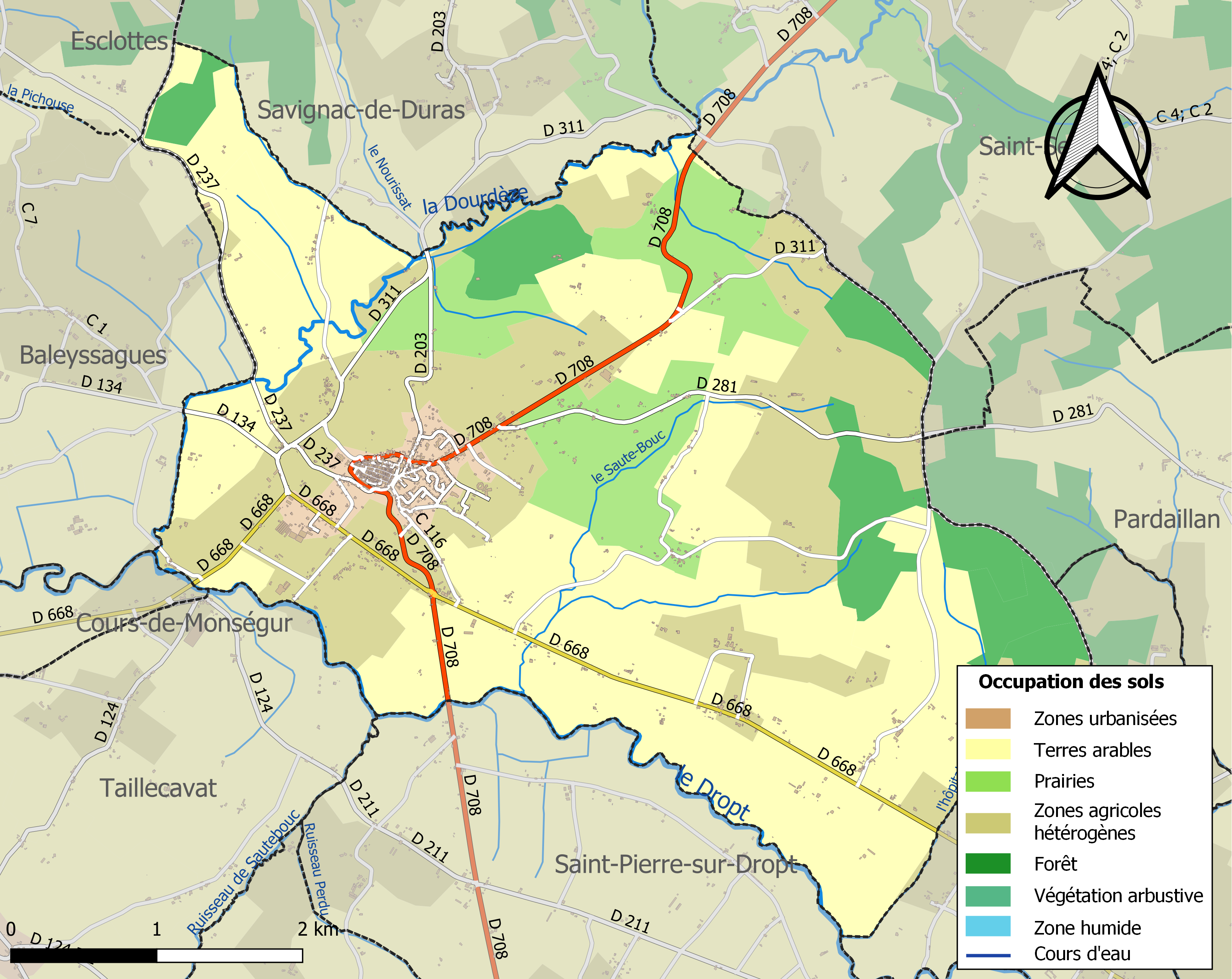
Kaart van de gemeente met de belangrijkste infrastructuur, bodemgebruik en omliggende gemeenten

## Bezienswaardigheden
In Duras en in de omliggende gemeente worden wijnen geproduceerd, de Côtes de Duras. Een belangrijke bezienswaardigheid is het kasteel van Duras.
Jaarlijks terugkerende evenementen in het dorp zijn onder meer het Fête de la Madeleine en het Fête des Vins.

## Demografie
Onderstaande figuur toont het verloop van het inwonertal (bron: INSEE-tellingen).

## Zusterstad
Duras heeft een samenwerking met:
- Sint-Truiden

## Afbeeldingen

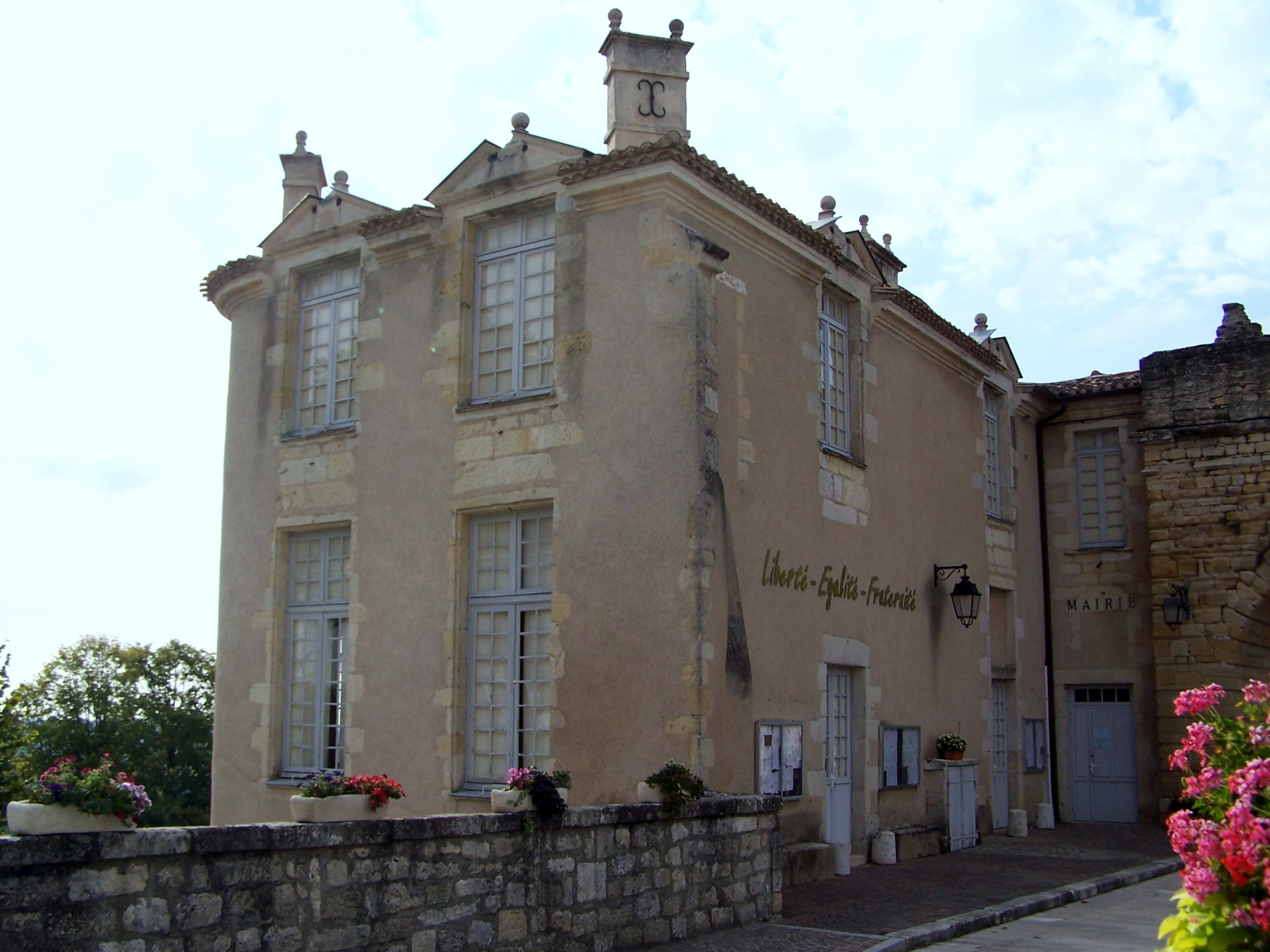
Gemeentehuis
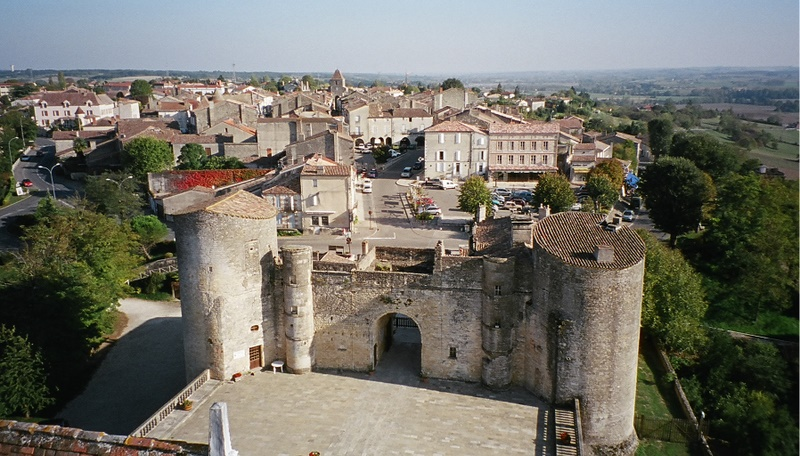
Gezicht op Duras vanaf het kasteel
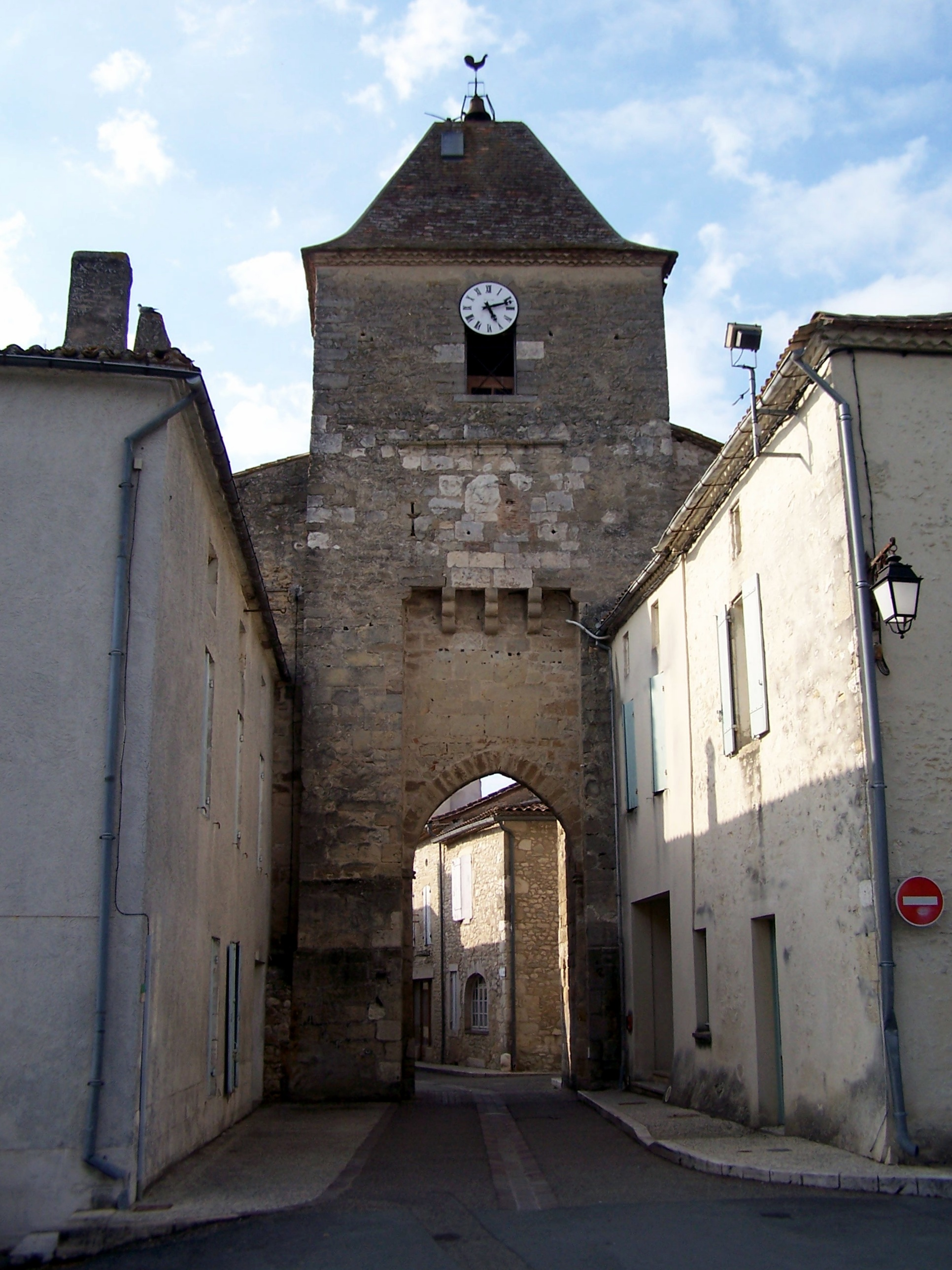
Tour de l'Horloge